# Jean Bouveri
Jean Bouveri, né à Charolles en Saône-et-Loire le 18 juillet 1865 et mort le 3 juillet 1927 à Montceau-les-Mines, est un syndicaliste, député et sénateur français. Il est un des "pionniers" du syndicalisme et du socialisme en Saône-et-Loire.

## Biographie
Ouvrier mineur dès son plus jeune âge à la Compagnie des mines de Blanzy, il est l'un des fondateurs du syndicat des mineurs avant la loi de 1884. Secrétaire du syndicat, il prend une part active à toutes les grèves de la corporation et fonde plusieurs coopératives de production et de consommation.
Il est élu maire de Montceau-les-Mines par le conseil municipal socialiste de mai 1900. C'est le premier maire issu d'une liste socialiste élu en France. La Fédération des travailleurs socialistes de Saône-et-Loire était alors autonome des deux partis socialistes nationaux (le jauressien et le guesdiste).  Il occupe cette fonction jusqu'à sa mort en 1927, étant sans cesse réélu.
Premier député socialiste du département, il est élu à la Chambre des députés à l'occasion de l'élection partielle du 18 août 1901 et succède ainsi à Charles Boysset, décédé. Élu au second tour de ce scrutin, il est ensuite réélu dès le premier tour député de cette circonscription de Saône-et-Loire de  Chalon-Montceau lors des élections générales de 1902, 1906, 1910 et 1914.
Le 3 juillet 1905, à la Chambre des députés, il vote en faveur de la loi de séparation des Églises et de l'État. Il adhère au Parti socialiste unifié (Section française de l'Internationale Ouvrière) créé cette année-là.
Battu comme tous ses colistiers aux élections législatives de novembre 1919, par le Bloc national, il est élu sénateur de Saône-et-Loire en janvier 1920. C'est encore une "première" : il est le premier sénateur socialiste à représenter la Saône-et-Loire, en ralliant au second tour du scrutin les voix de 664 des 1 257 grands électeurs du département, jusqu'alors entièrement acquis aux radicaux et radicaux-socialistes. Il demeure à la SFIO lors de la scission communistes / socialistes de 1921. Il retrouve la chambre des députés lors des élections générales du 11 mai 1924, et y siège jusqu'à son décès le 3 juillet 1927.

## La postérité de Jean Bouveri
À Montceau-les-Mines, la mémoire du premier maire socialiste, ouvrier mineur dans une ville où l'exploitation des mines n'est plus qu'un souvenir vivace, est maintenu par le nom d'une rue de la cité, le stade Jean-Bouveri ainsi que le centre hospitalier. En Saône-et-Loire même, plusieurs communes, toutes situées dans le bassin industriel historique du département, ont baptisé de son nom une de leurs artères routières urbaines : Blanzy, Chalon-sur-Saône, Le Creusot, Épinac, Gueugnon, Montchanin, Saint-Vallier, Sanvignes.

## Sources
- « Jean Bouveri », dans le Dictionnaire des parlementaires français (1889-1940), sous la direction de Jean Jolly, PUF, 1960 [détail de l’édition]